# SC Pfullendorf
Der Sport-Club Pfullendorf e. V. ist ein Sportverein aus der baden-württembergischen Stadt Pfullendorf, der am 2. August 1919 gegründet wurde und 624 Mitglieder zählt (Stand: November 2022). Die Heimspielstätte des Vereins ist die rund 8000 Zuschauer fassende Geberit-Arena.
Im Verein werden außer Fußball noch Schach, Tischtennis und Eisstockschießen angeboten.

## Geschichte

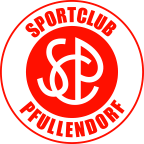
Retro-Wappen (1950–2009)

In den letzten Jahren machte besonders die Fußballabteilung auf sich aufmerksam. Der SC Pfullendorf stieg 1980 erstmals in die Amateur-Oberliga Baden-Württemberg auf. In den folgenden 15 Jahren gelang es der Mannschaft insgesamt viermal, unmittelbar nach einem Abstieg als südbadischer Verbandsligameister in die Oberliga zurückzukehren. 1998 folgte dann der Sprung in die „alte“ Regionalliga Süd, und zwei Jahre später nahm Pfullendorf als Zweitplatzierter hinter dem SSV Reutlingen 05 (der direkt aufstieg) sogar an der Aufstiegsrunde (an der die drei Vizemeister teilnahmen) zur Zweiten Bundesliga teil, in der jedoch nur der dritte Platz hinter LR Ahlen und Union Berlin erreicht wurde. Die darauf folgende Saison 2000/01 führte zum erneuten Abstieg aus der Regionalliga und stellte den SCP erneut vor die Aufgabe, einen direkten Wiederaufstieg zu schaffen, und tatsächlich konnte sie auch beim fünften Mal gelöst werden. Ab 2002 spielte Pfullendorf wieder in der drittklassigen Regionalliga Süd.
Der erneut schlechte Verlauf der Saison 2004/05 sorgte für die Ablösung von Trainer Günter Rommel noch während der laufenden Spielzeit. Marco Kurz, Ex-Profi u. a. bei TSV 1860 München, übernahm als Spielertrainer die Geschicke des SCP. Zwar belegte man am Schluss nur Rang 16, aber nachdem der 1. SC Feucht keine Lizenz für die neue Saison beantragt hatte und mit Eintracht Trier nur eine Mannschaft aus der 2. Bundesliga in die Regionalliga Süd abstieg, reichte es für die Linzgauer trotzdem zum Klassenerhalt.
Zur Saison 2006/07 übernahm Michael Feichtenbeiner wieder den Trainerposten in Pfullendorf. Er konnte mit seinen Spielern am 10. September 2006 den wohl größten Erfolg der Vereinsgeschichte feiern, als der SC Pfullendorf in der ersten Runde des DFB-Pokals den Bundesligisten Arminia Bielefeld mit 2:1 besiegte. Am 24. April 2008 wurde Michael Feichtenbeiner entlassen.
Durch den 17. Tabellenplatz in der Saison 2007/08 erreichte Pfullendorf nicht das Ziel, sich für die neu geschaffene 3. Profi-Liga zu qualifizieren, und spielte ab der Spielzeit 2008/09 in der viertklassigen Regionalliga Süd.
In der Saison 2010/11 war Helgi Kolviðsson Trainer des Sportclubs, sein Nachfolger zur Saison 2011/12 war Kristijan Đorđević.
Im Mai 2014 (der Verein stand auf dem letzten Tabellenplatz) beschloss der Vorstand, nach der Saison 2013/14 freiwillig in die zwei Klassen tiefere Verbandsliga abzusteigen. Dies begründete Vereinspräsident Martin Fritz damit, dass ein konkurrenzfähiger Oberligakader für den Verein nicht finanzierbar wäre. Gleichzeitig wurde die Auflösung des Vertrages von Trainer Stephan Baierl angekündigt. Anfang Juni 2014 wurde die Mannschaft schließlich doch für die Oberliga 2014/15 gemeldet. Außerdem wurde Patrick Hagg als neuer Trainer vorgestellt.
Ende 2015 geriet der Verein in finanzielle Schwierigkeiten und konnte teilweise Spielergehälter nicht vollständig auszahlen. Nachdem auf der Jahreshauptversammlung dem Präsidium um Martin Fritz die Entlastung verweigert worden war, trat dieser, ebenso wie sein Stellvertreter, zurück. Der Verein befand sich in einer schweren Krise, zumal die sportliche Situation nach einer sehr schwachen Hinrunde verheerend war. Die drei ehemaligen Spieler Marko Barlecaj, Marco Konrad und Ralf Hermanutz schlossen sich zusammen und suchten nach einer neuen Vorstandschaft. Am 13. Januar 2016 wurde auf einer außerordentlichen Mitgliederversammlung der Pfullendorfer Mediziner Jobst-Michael Florus zum neuen Präsidenten und mit ihm eine neue Vereinsführung gewählt. Nach dem Abstieg aus der Oberliga 2016 folgte 2017 ein weiterer Abstieg aus der Verbandsliga, sodass die Mannschaft in der Saison 2017/18 in der Landesliga Südbaden (Staffel 3) antreten musste. Diese konnte der SCP mit der Meisterschaft abschließen, so dass die Rückkehr in die Verbandsliga Südbaden direkt gelungen war. 
Seit 2020 besteht im Jugendbereich eine Kooperation mit dem VfB Stuttgart.

## Spielstätte

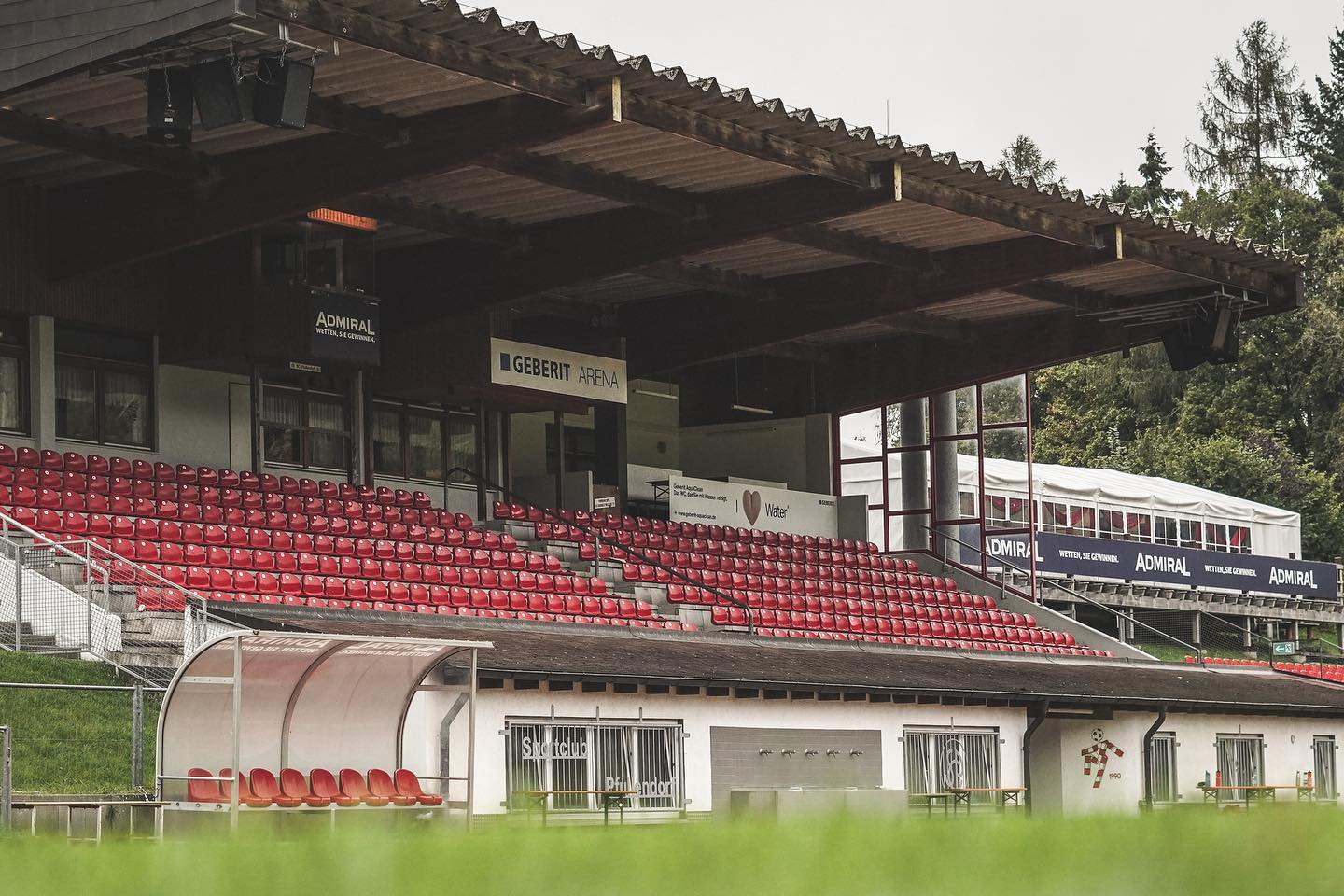
Haupttribüne Geberit-Arena (2021)

Spielstätte der Fußballmannschaft ist die Geberit-Arena. Das Stadion gehört der Stadt Pfullendorf und bietet Platz für 8000 Zuschauer, davon 432 als überdachte Sitzplätze.

## Erfolge
- Rang 16 in der Ewigen Tabelle der Fußball-Oberliga Baden-Württemberg (Stand 2023)

Meisterschaften
- Meister 2. Amateurliga Südbaden 1976
- Meister Verbandsliga Südbaden 1980, 1982, 1988, 1990, 1995
- Meister Oberliga Baden-Württemberg 2002
- Meister Landesliga Südbaden (III) 2018

Pokal
- Südbadischer Pokalsieger 1983, 1990, 2006, 2008, 2010
- Einzug in die zweite Runde des DFB-Pokals 1980/81 durch einen Sieg über den Blumenthaler SV
- Einzug in die zweite Runde des DFB-Pokals 2006/07 durch einen 2:1-Sieg über den damaligen Bundesligisten Arminia Bielefeld

## Platzierungen seit 1950/51
| Saison    | Liga                               | Ligaebene | Platz | Bemerkungen                     |
| --------- | ---------------------------------- | --------- | ----- | ------------------------------- |
| 1950/1951 | Bezirksklasse Bodensee             | -         | 5     |                                 |
| 1951/1952 | A-Klasse                           | -         | 4     |                                 |
| 1952/1953 | A-Klasse                           | -         | 2     | Aufstieg zur 2. Amateurliga     |
| 1953/1954 | 2. Amateurliga Südbaden            | -         | 13    | Abstieg in die A-Klasse         |
| 1954/1955 | A-Klasse                           | -         | ?     |                                 |
| 1955/1956 | A-Klasse                           | -         | 7     |                                 |
| 1956/1957 | A-Klasse                           | -         | 1     | Aufstieg zur 2. Amateurliga     |
| 1957/1958 | 2. Amateurliga Südbaden            | -         | ?     |                                 |
| 1958/1959 | ?                                  | -         | ?     |                                 |
| 1959/1960 | A-Klasse                           | -         | 4     |                                 |
| 1960/1961 | A-Klasse                           | -         | 1     | Aufstieg zur 2. Amateurliga     |
| 1961/1962 | 2. Amateurliga Südbaden            | -         | 7     |                                 |
| 1962/1963 | 2. Amateurliga Südbaden            | -         | ?     |                                 |
| 1963/1964 | 2. Amateurliga Südbaden            | 4         | 13    |                                 |
| 1964/1965 | 2. Amateurliga Südbaden            | 4         | 14    |                                 |
| 1965/1966 | 2. Amateurliga Südbaden            | 4         | 16    | Abstieg in die A-Klasse         |
| 1966/1967 | A-Klasse                           | 5         | 9     |                                 |
| 1967/1968 | A-Klasse                           | 5         | 4     |                                 |
| 1968/1969 | A-Klasse                           | 5         | 2     |                                 |
| 1969/1970 | A-Klasse                           | 5         | 7     |                                 |
| 1970/1971 | A-Klasse                           | 5         | 3     |                                 |
| 1971/1972 | A-Klasse                           | 5         |       |                                 |
| 1972/1973 | A-Klasse                           | 5         | 1     | Aufstieg zur 2. Amateurliga     |
| 1973/1974 | 2. Amateurliga Südbaden            | 4         | 7     |                                 |
| 1974/1975 | 2. Amateurliga Südbaden            | 4         | 3     |                                 |
| 1975/1976 | 2. Amateurliga Südbaden            | 4         | 1     | Aufstieg zur 1. Amateurliga     |
| 1976/1977 | 1. Amateurliga Südbaden            | 3         | 13    |                                 |
| 1977/1978 | 1. Amateurliga Südbaden            | 3         | 8     |                                 |
| 1978/1979 | Verbandsliga Südbaden              | 4         | 5     |                                 |
| 1979/1980 | Verbandsliga Südbaden              | 4         | 1     | Aufstieg zur Amateur-Oberliga   |
| 1980/1981 | Amateur-Oberliga Baden-Württemberg | 3         | 17    | Abstieg in die Verbandsliga     |
| 1981/1982 | Verbandsliga Südbaden              | 4         | 1     | Aufstieg zur Amateur-Oberliga   |
| 1982/1983 | Amateur-Oberliga Baden-Württemberg | 3         | 10    |                                 |
| 1983/1984 | Amateur-Oberliga Baden-Württemberg | 3         | 9     |                                 |
| 1984/1985 | Amateur-Oberliga Baden-Württemberg | 3         | 10    |                                 |
| 1985/1986 | Amateur-Oberliga Baden-Württemberg | 3         | 14    |                                 |
| 1986/1987 | Amateur-Oberliga Baden-Württemberg | 3         | 15    | Abstieg in die Verbandsliga     |
| 1987/1988 | Verbandsliga Südbaden              | 4         | 1     | Aufstieg zur Amateur-Oberliga   |
| 1988/1989 | Amateur-Oberliga Baden-Württemberg | 3         | 15    | Abstieg in die Verbandsliga     |
| 1989/1990 | Verbandsliga Südbaden              | 4         | 1     | Aufstieg zur Amateur-Oberliga   |
| 1990/1991 | Oberliga Baden-Württemberg         | 3         | 11    |                                 |
| 1991/1992 | Oberliga Baden-Württemberg         | 3         | 15    |                                 |
| 1992/1993 | Oberliga Baden-Württemberg         | 3         | 5     |                                 |
| 1993/1994 | Oberliga Baden-Württemberg         | 3         | 17    | Abstieg in die Verbandsliga     |
| 1994/1995 | Verbandsliga Südbaden              | 5         | 1     | Aufstieg zur Amateur-Oberliga   |
| 1995/1996 | Oberliga Baden-Württemberg         | 4         | 5     |                                 |
| 1996/1997 | Oberliga Baden-Württemberg         | 4         | 6     |                                 |
| 1997/1998 | Oberliga Baden-Württemberg         | 4         | 2     | Aufstieg zur Regionalliga       |
| 1998/1999 | Regionalliga Süd                   | 3         | 16    |                                 |
| 1999/2000 | Regionalliga Süd                   | 3         | 2     |                                 |
| 2000/2001 | Regionalliga Süd                   | 3         | 17    | Abstieg in die Amateur-Oberliga |
| 2001/2002 | Oberliga Baden-Württemberg         | 4         | 1     | Aufstieg zur Regionalliga       |
| 2002/2003 | Regionalliga Süd                   | 3         | 11.   |                                 |
| 2003/2004 | Regionalliga Süd                   | 3         | 10    |                                 |
| 2004/2005 | Regionalliga Süd                   | 3         | 16    |                                 |
| 2005/2006 | Regionalliga Süd                   | 3         | 14    |                                 |
| 2006/2007 | Regionalliga Süd                   | 3         | 7     |                                 |
| 2007/2008 | Regionalliga Süd                   | 4         | 17    |                                 |
| 2008/2009 | Regionalliga Süd                   | 4         | 8     |                                 |
| 2009/2010 | Regionalliga Süd                   | 4         | 13    |                                 |
| 2010/2011 | Regionalliga Süd                   | 4         | 9     |                                 |
| 2011/2012 | Regionalliga Süd                   | 4         | 16    |                                 |
| 2012/2013 | Regionalliga Süd                   | 4         | 13    |                                 |
| 2013/2014 | Regionalliga Süd                   | 4         | 18    | Abstieg in die Oberliga         |
| 2014/2015 | Oberliga Baden-Württemberg         | 5         | 11    |                                 |
| 2015/2016 | Oberliga Baden-Württemberg         | 5         | 18    | Abstieg in die Verbandsliga     |
| 2016/2017 | Verbandsliga Südbaden              | 6         | 17    | Abstieg in die Landesliga       |
| 2017/2018 | Landesliga III Südbaden            | 7         | 1     | Aufstieg zur Verbandsliga       |
| 2018/2019 | Verbandsliga Südbaden              | 6         | 7     |                                 |
| 2019/2020 | Verbandsliga Südbaden              | 6         | 7     |                                 |
| 2020/2021 | Verbandsliga Südbaden              | 6         | 1     |                                 |
| 2021/2022 | Verbandsliga Südbaden              | 6         | 6     |                                 |
| 2022/2023 | Verbandsliga Südbaden              | 6         | 7     |                                 |
| 2023/2024 | Verbandsliga Südbaden              | 6         | 19    |                                 |

Quelle: SBFV - Abschlusstabellen seit 1950

## Bekannte ehemalige Spieler
- Jonas Brändle (Jugend)
- Stefan Buck
- Pavel David
- David Fall
- Johannes Flum
- Martin Fritz
- Sinan Gümüş (Jugend)
- Achim Hollerieth
- Ralf Hermanutz
- Helgi Kolviðsson
- Marco Kurz
- Uwe Möhrle
- Kurt Niedermayer
- Marco Kehl-Gomez
- Mark Römer
- Neno Rogošić
- Philip Roller
- Alexander Schnetzler
- Alois Schwartz
- Omar Sijarić (Jugend)
- Thomas Stehle